# Karl von Gamp-Massaunen

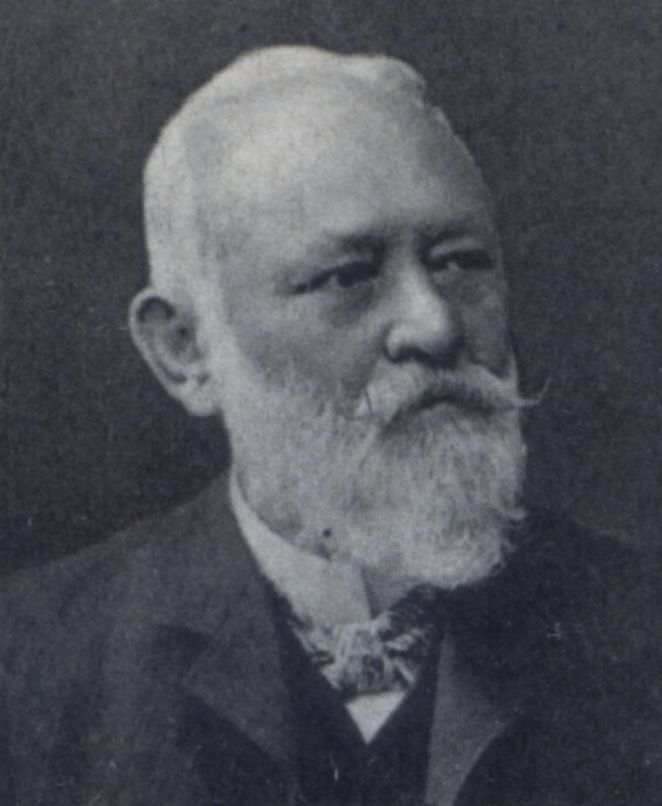
Karl von Gamp-Massaunen als Reichstagsabgeordneter 1912

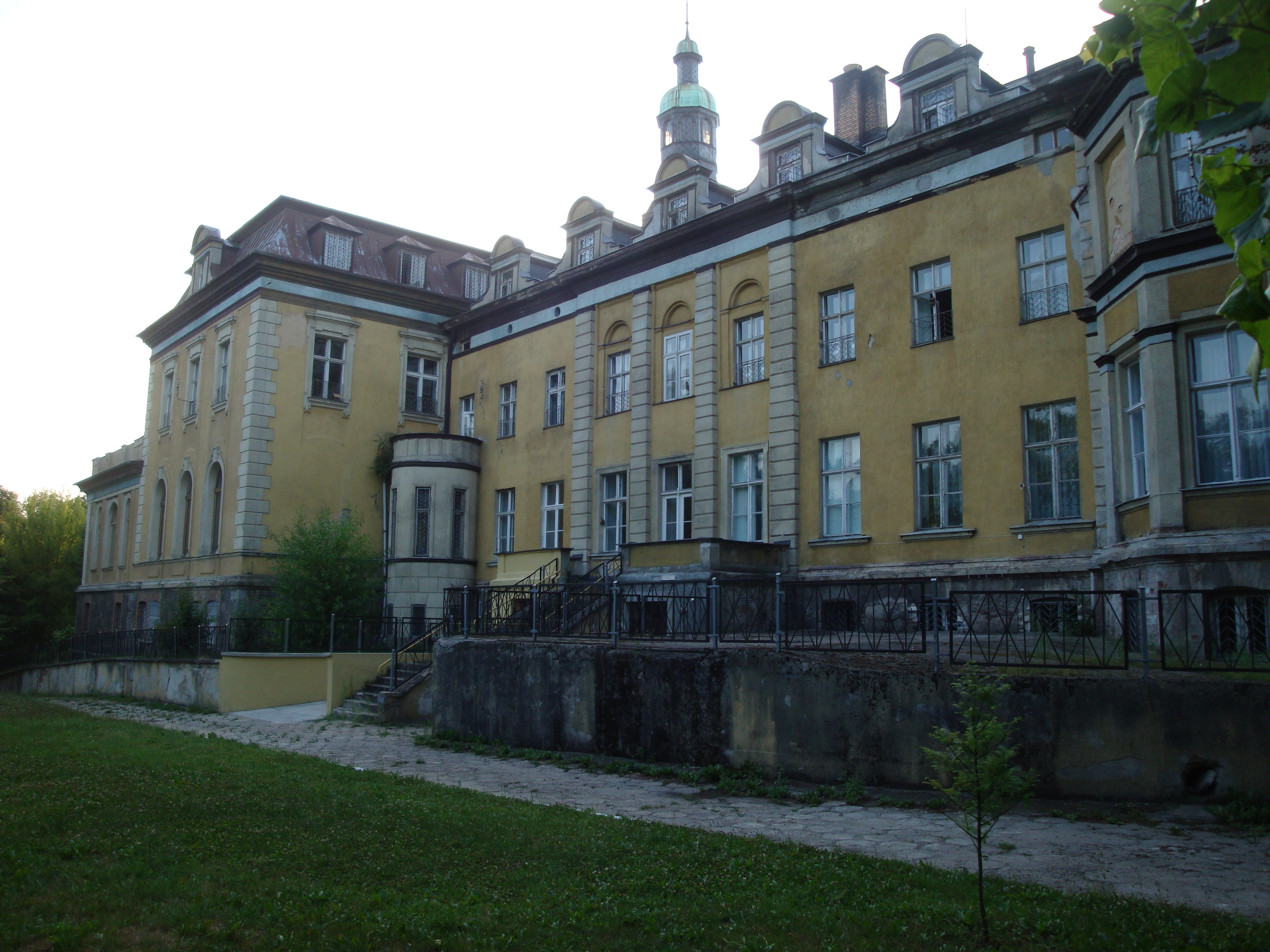
Sommersitz Herrenhaus Hebrondamnitz (Pommern)

Karl Friedrich Oskar Freiherr von Gamp-Massaunen (* 24. November 1846 in Massaunen, Kreis Friedland; † 13. November 1918 in Berlin) war ein deutscher Gutsbesitzer und Politiker (Freikonservative Partei).

## Leben
Gamp wurde 1846 als Bürgerlicher unter dem Namen Karl Gamp geboren. Seine Eltern waren der Gutsbesitzer in Massaunen Alexander Gamp und dessen Ehefrau Eveline Müller.
Er studierte an der Albertus-Universität Königsberg und war seit 1865 Silber-Litthauer. Das Corps Baltia Königsberg verlieh ihm wie den anderen noch lebenden Silber-Litthauern 1908 das Band.
Als Abgeordneter für die Freikonservative Partei kam er 1884 in das Preußische Abgeordnetenhaus, in dem er bis zu seinem Tode Abgeordneter war. Im Reichstag vertrat er den Wahlkreis Regierungsbezirk Marienwerder 8 (Deutsch Krone) von 1884 bis 1918.
Zu Beginn des 20. Jahrhunderts erwarb er von der Familie Gerlach das 800 ha große Rittergut Massaunen/Schippenbeil in Ostpreußen, das er mit solchem Geschick ausbaute, dass es schließlich 1.500 Hektar Land sowie eine Molkerei, sogar eine Bierbrauerei, eine Brennerei, eine Ziegelei und ein neobarockes Herrenhaus umfasste. Nachdem Gamp bereits den Titel eines Geheimrats geführt hatte, wurde Gamp 1907 als Freiherr von Gamp-Massaunen in den Adelsstand erhoben.
Im Preußischen Landtag tat Gamp-Massaunen sich vor allem durch die sogenannte Lex Gamp (eigentlich: Gesetz, betreffend die Abänderung des Allgemeinen Berggesetzes vom 24. Juni 1865/1892 vom 5. Juli 1905 (G.-S, S. 265) (Sperre der Mutungen auf Steinkohle und Steinsalz)) vom Sommer 1905 hervor, mit der die preußische Regierung die Expansion des Kalibergbaus in Preußen eindämmen wollte: Das Gesetz sah vor, dass für die Dauer von zwei Jahren kein Abteufen genehmigt werden sollte.
Gamp-Massaunens Beisetzung kurz nach der Novemberrevolution bildete den Anlass für Verhandlungen verschiedener konservativer Politiker, die in die Gründung der Deutschnationalen Volkspartei mündeten.
Er war seit 1890 mit Clara Bayer (1854–1938), einer Tochter der Caroline Juliane Hülsenbusch und des Friedrich Bayer, Gründer der Bayer-Farbenwerke, verheiratet. Der Sohn Freiherr Botho von Gamp wurde Gutserbe von Massaunen und war Kunstmaler, saß aber auch längere Zeit formell im Aufsichtsrat der I.G. Farben. Die beiden Töchter Ilse und Hildegard erbten den Adelstitel, wurden aber nicht Freiinnen, und heirateten Bürgerliche. Sie wurden aber vom Vater schon frühzeitig zu Anwärterinnen von den Nebengütern in Hebron-Damnitz mit dem dortigen Herrenhaus Hebrondamnitz, seinem Sommersitz im Reg.-Bez. Köslin gelegen, sowie Worienen mit Glomsienen (Ostpreußen) ernannt.